# Битва при Туюти
Битва при Туюти (исп. Batalla de Tuyutí) — битва, произошедшая 24 мая 1866 года между парагвайской армией и войсками союзников (Бразилии, Аргентины и Уругвая) во время войны Тройственного Альянса. Это сражение считается самым кровопролитным в истории Южной Америки и стало началом катастрофы для Парагвая в войне.

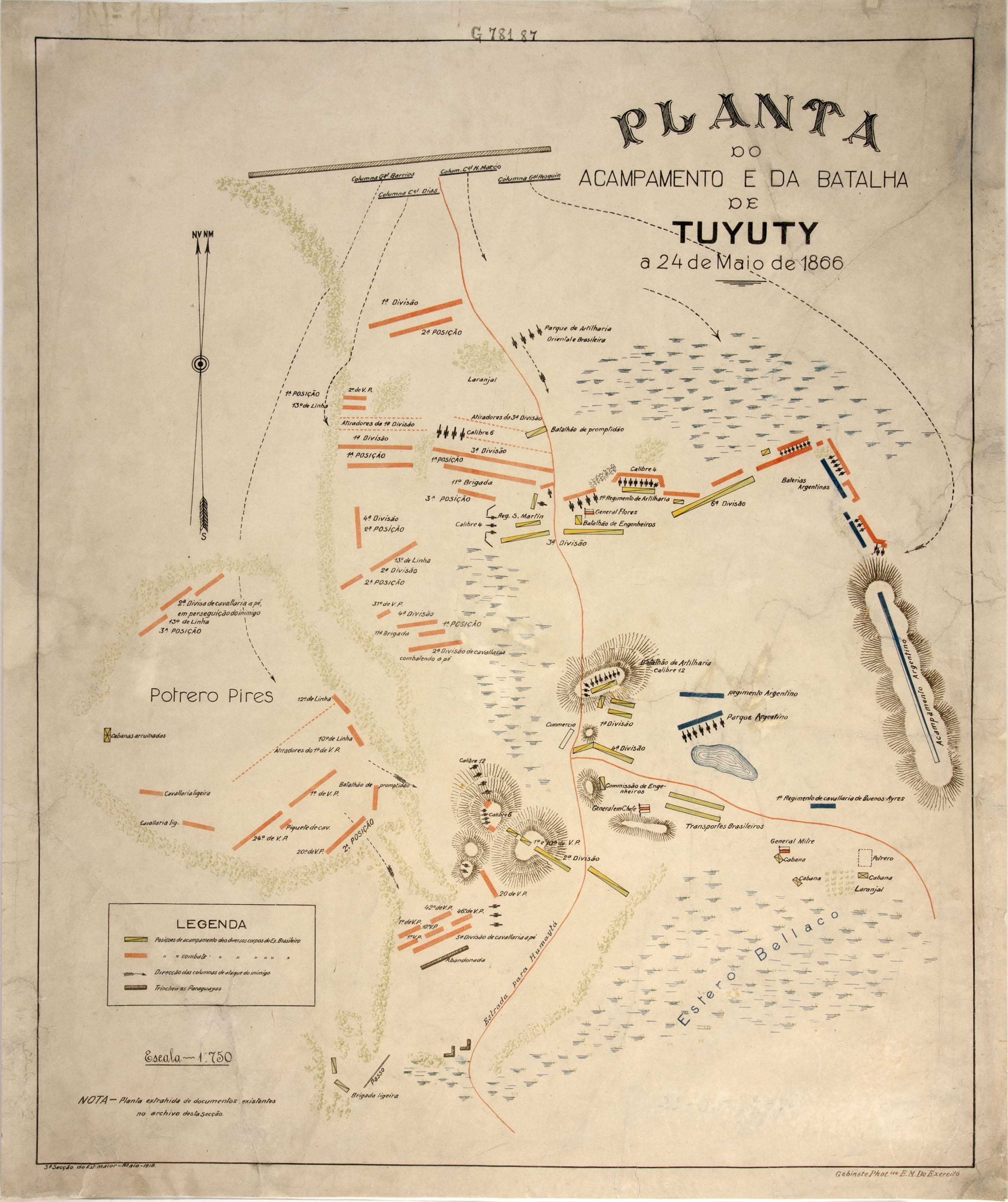
Карта-схема сражения.

В начале мая 1866 парагвайская армия потерпела неудачу при наступлении на болотах Эстеро Бельяко. После сражений при Пасо-де-Патрия и Эстеро Бельяко (2 мая) союзные войска численностью в 50 000 человек под командованием аргентинца Бартоломе Митре осторожно продвигались в неизвестную вражескую территорию, так как не было надежных карт местности. Точно так же не было сведений о численности и расположении сил противника. Осторожность Митре вступила в противоречие с мнением командиров бразильских войск, стремившихся к большей скорости наступления, считавших, что медлительность опасна для морального духа солдат. 20 мая союзники переправились через Бельяко-Сур, и парагвайцы отошли за Бельяко-Норте.
Поскольку союзники расположились на две недели, собирая силы для продолжения продвижения вглубь Парагвая, парагвайский диктатор Франсиско Солано Лопес отдал приказ провести новую неожиданную атаку на заболоченных саваннах вблизи Туюти.
Парагвайцы атаковали тремя колоннами: 2 пехотными с большим контингентом конницы (около 1000) и 1 кавалерийской (до 5000 конницы). Одна била во фронт, две других через лес и болото совершали обходной маневр. Задача фронтального удара была сковать силы союзников (центр и левый фланг), в то время как 2 охватывающих колонны должны были ударить во фланг и окружить силы противника. Скоординировать удары, однако, не удалось — маневр через лес и конницы через болото заняли намного больше времени. Все три удара получились в разное время, что позволило обороняющимся (бразильцам) перебросить силы с фронта на левый фланг для отражения удара второй колонны из леса.
Фронтальная атака первой колонны началась первой. Двигалась она тоже по топкой местности с вязким грунтом. Потери начала нести за километр до подхода к позициям бразильцев от дальнобойной бразильской артиллерии. Невзирая на потери, парагвайцы дошли до центральной позиции бразильцев и в рукопашном бою взяли ее, но затем были отброшены подтянувшимися свежими силами бразильцев. Битва на центральном участке превратилась в серию атак и контратак за центральную позицию обороны союзников. Но по мере того, как парагвайцы уставали и обе стороны несли большие потери в рукопашных схватках, бразильцы вводили новые резервы, чтобы отбить центральную позицию, что им в результате ожесточенного рукопашного боя удалось.
К моменту, когда вторая пехотная колонна парагвайцев, охватывающая левый фланг союзников справа, продралась через густой лес и вышла на позицию атаки, центральная колонна была уже разбита и отступала под огнем вслед артиллерии. Это позволило бразильцам перебросить силы на свой левый фланг, отбить и отбросить ее обратно в лес. В том числе удачно действовала кавалерия союзников, чьи силы были сопоставимы на этом участке боя с уставшей (после перехода и боя) кавалерией парагвайцев.
Атака кавалерийской колонны на правый (аргентинский) фланг союзников тоже оказалась неудачной. Долго пробиравшаяся через болота конница устала, свежие аргентинцы (до этого не принимавшие участия в битве) заметили ее заранее и атака не получилась внезапной. Аргентинцы успели построиться в каре. Выбравшаяся из топей парагвайская конница безуспешно металась между несколькими аргентинскими каре неся большие потери от ружейного огня. В результате ее остатки отошли ко второй колонне в лес.. В итоге, имея заметное преимущество в коннице (7000 парагвайской конницы против около 2000 конницы союзников), парагвайские генералы не смогли реализовать это преимущество. Для более подходящих для конницы полей сражение такое преимущество в мобильных силах могло оказаться решающим. Подвижная кавалерия, в отличие от пехоты, в таких сражениях могла использоваться 2 и даже 3 раза за бой, в разных местах.
В результате сражение, в котором по замыслу Лопеса должны были полностью быть разгромлены силы вторжения союзников, обернулось катастрофой для парагвайской армии. В том числе она утратила свое (в тот момент последнее и единственное, не считая высокого морального духа войск) преимущество в кавалерии.
Битва при Туюти стала последним крупным наступлением парагвайцев. В результате сокрушительного поражения парагвайская армия потеряла 6 тысяч человек убитыми, а из 6 тысяч раненых подавляющее большинство вскоре также умерло. Парагвай уже никогда не смог восстановить свои вооруженные силы после этого поражения.
Битва 24 мая 1866 года иногда называется Первой битвой при Туюти. Вторая битва происходила 7 ноября 1867 года, она уже не могла решить хода боевых действий, однако обе стороны понесли в ней относительно большие потери, около 2400 каждая.